# Кунројт
Кунројт (њем. Kunreuth) општина је у њемачкој савезној држави Баварска. Једно је од 29 општинских средишта округа Форххајм. Према процјени из 2010. у општини је живјело 1.351 становника. Посједује регионалну шифру (AGS) 9474145.

## Географски и демографски подаци
Кунројт се налази у савезној држави Баварска у округу Форххајм. Општина се налази на надморској висини од 313 метара. Површина општине износи 9,8 km². У самом мјесту је, према процјени из 2010. године, живјело 1.351 становника. Просјечна густина становништва износи 138 становника/km².